# Balta Cehei
Balta Cehei este o arie protejată de interes național ce corespunde categoriei a IV-a IUCN (rezervație naturală de tip floristic și faunistic), situată în județul Sălaj, pe teritoriul administrativ al orașului Șimleu Silvaniei.

## Localizare
Balta Cehei se află în lunca râului Crasna, în partea nord-vestică a satului Cehei, la 4 km. distanță față de orașul Șimleu Silvaniei, între drumul județean (DJ108F) Cehei - Uileacu Șimleului și calea ferată Șimleu - Sărmășag.

## Descriere
Rezervația naturală a fost declarată arie protejată prin Legea Nr.5 din 6 martie 2000 (privind aprobarea Planului de amenajare a teritoriului național - secțiunea a III-a - zone protejate) si se întinde pe o suprafață de 18,20 hectare. Aria naturală reprezintă o zonă hidrografică naturală (formată dintr-un braț părăsit al râului Crasna, prin depuneri aluvionare, suprapuse pe depozite de argile și marne), cu vegetație palustră și o faună bogată în nevertebrate (coleoptere, heteroptere, crustacee), vertebrate (reptile, amfibieni) și păsări.

## Biodiversitate
Rezervația naturală a fost creată în scopul protejării biodiversității și menținerii într-o stare de conservare favorabilă a florei (arbori, arbusti, ierburi, flori) și faunei sălbatice.

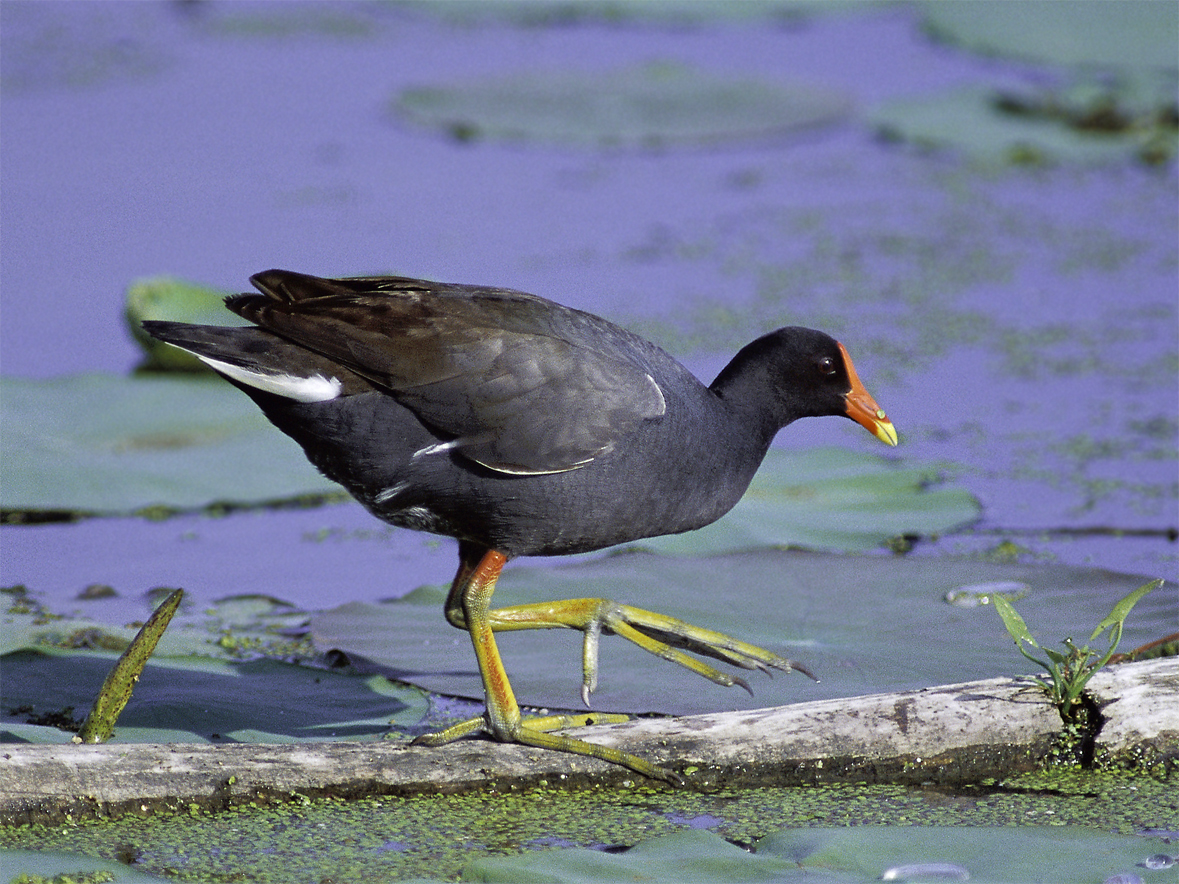
Găinuşă de baltă (Gallinula cchloropus)

Flora este constituită din specii arboricole de răchită căprească (Salix caprea), zălog (Salix cinerea) sau arin (Alunus glutinosa). 
Vegetația ierboasă are în componență mai multe specii de plante higrofite; dintre care unele protejate la nivel europeanastfel: ferigă de apă (Nephrodiun thelypestris), iarba broaștelor (Hydrocharis morsus-ranae), buzdugan de apă (Sparganium simplex), mirgău (Scutellaria galericulata), boglari (Ranunculus sceleratus), sânzâiene (din specia Galium uliginosum), mană de apă (Glyceria maxima), otrățel (Utricularia vulgaris), trestie (Phragmites australis), papură (Typha) sau mușchi natant (Riccia fluitans).
Lumea animalelor este reprezentată de câteva specii faunistice rare (unele aflate le lista roșie a IUCN; printre care: stârc pitic (Ixobrychus minutus), lăcar mare (Acrocephalus arundinaceus), găinușa de baltă (Gallinula Chloropus), barză albă (Ciconia ciconia) sau mai multe specii de rațe, printre care și o specie cunoscută sub denumirea de rață mare ( Anas platyrhynchos), buhaiul de baltă cu burta galbenă (Bombina veriegata), buhaiul de baltă cu burta roșie (Bombina bombina), tritonul cu creastă (Triturus cristatus), gușter (Lacerta viridis); specii de crustacee, precum și mai multe insecte din ordinul coleopterelor și heteropterelor.

## Monumente și atracții turistice
Printre obiectivele turistice din vecinătatea rezervației se află mai multe clădiri istorice, majoritarea situate în Șimleu Silvaniei, oraș aflat la doar 4 km. distanță față de satul Cehei.

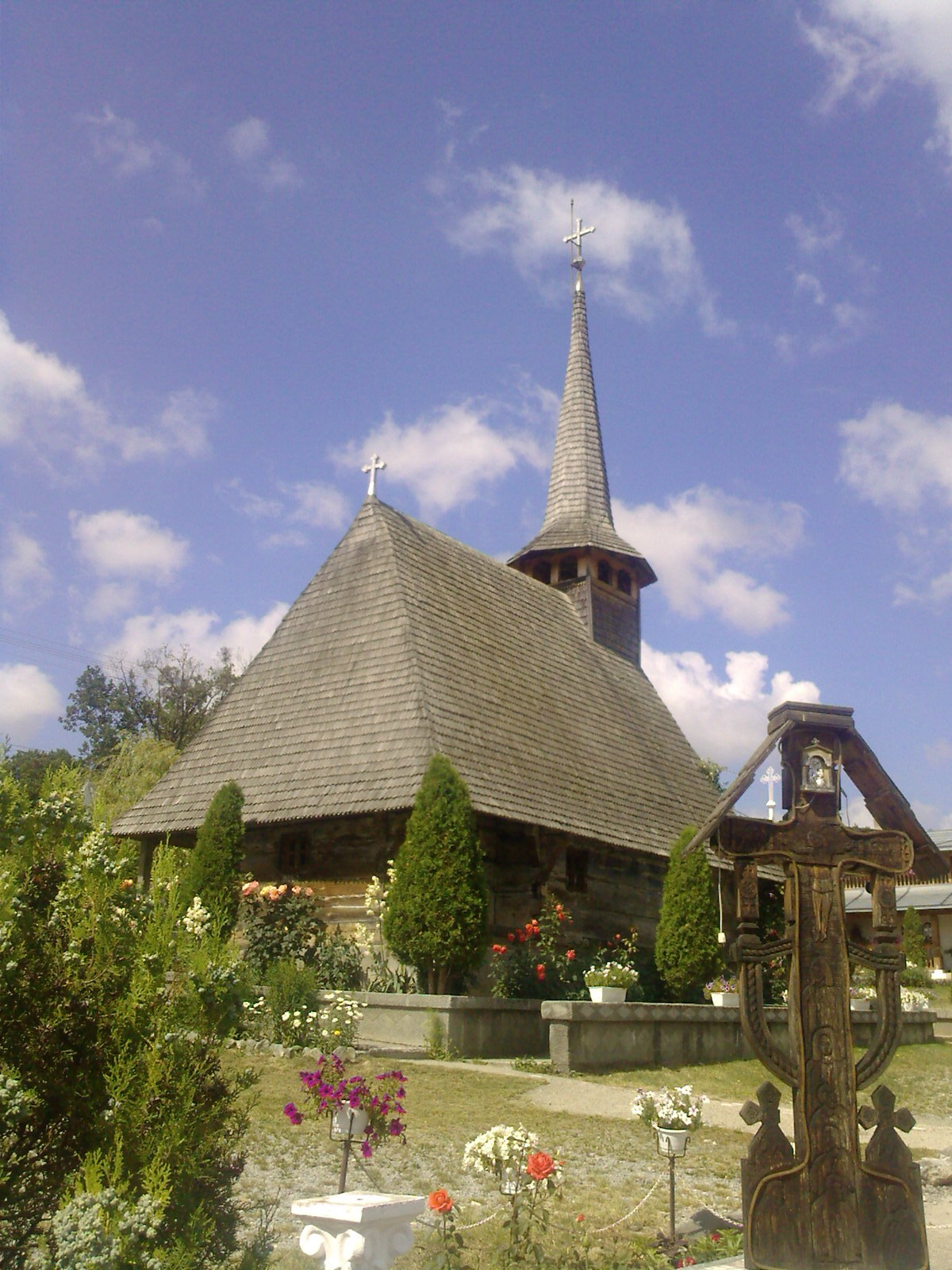
Biserica de lemn din Stâna aflată în complexul monahal al Mănăstirii Bic

Biserica de lemn cu hramul Sfinții Arhangheli Mihail și Gavriil din satul Cehei, lăcaș de cult declarat monument istoric, aparținând marii familii a bisericilor de lemn din România; construită în anul 1765 în satul Câmpia și mutată ulterior în Cehei.
Mănăstirea Bic aflată în satul omonim, poartă hramul Tăierea Capului Sf. Ioan Botezătorul și este cel mai mare așezământ monahal de maici din Episcopia Sălajului. În incinta complexului arhitectural se află o biserică de lemn construită în anul 1778 și declarată monument istoric.

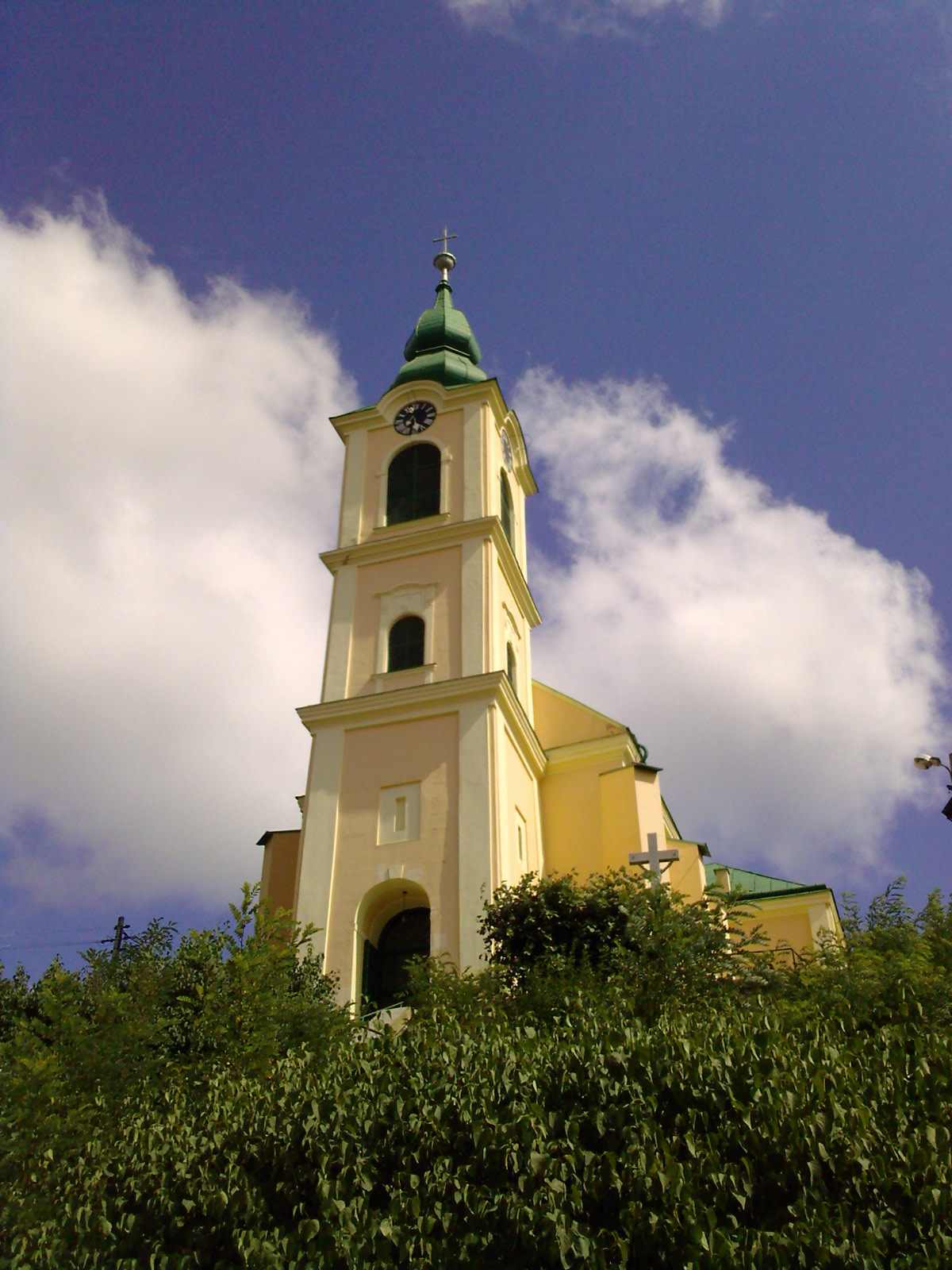
Biserica romano-catolică din Şimleu Silvaniei

Biserica romană-catolică din Șimleu Silvaniei, clădire (monument istoric) ridicată în anul 1534 de către Báthory István, un descendent al familiei Báthory, familie nobiliară maghiară din Transilvania. Biserica suferă distrugeri în anul 1660 datorate atacurilor armate turce, este refăcută în 1666, în anul 1780 se construiește turnul, iar în 1984 orga.
Biserica reformată din Șimleu, construită în anul 1730, suferă mai multe distrugeri dar este refăcută de-a lungul vremii. În anul 1737 se casetează tavanul în motive populare, în 1769 se construiește orga, în 1815 vechiul turn de lemn se înlocuiește cu altul de piatră, iar în 1817 se adaugă ceasul de pe turn.
Sinagoga din Șimleu, lăcaș de cult evreiesc, este construită în anul 1876, iar din anul 2005 devine Muzeul Memorial al Holocaustului din Transilvania de Nord
Cetatea Báthory din Șimleu Silvaniei, monument istoric ce reprezintă rămășițele unei cetăți medievale transilvănene ale secolului al XVI-lea, construită de familia Báthory, destinată ca reședință nobiliară
Ruinele „Cetății Măgura” din dealul Măgura, reprezintă o fortificație datată în epoca medievală timpurie, construită din pământ și piatră.

## Căi de acces
- Drumul județean (DJ108F) Șimleu Silvaniei - Cehei, înainte de a ajunge în satul Uileacu Șimleului, în imediata apropiere, pe partea dreaptă a drumului se află rezervația.[19]

## Galerie de imagini

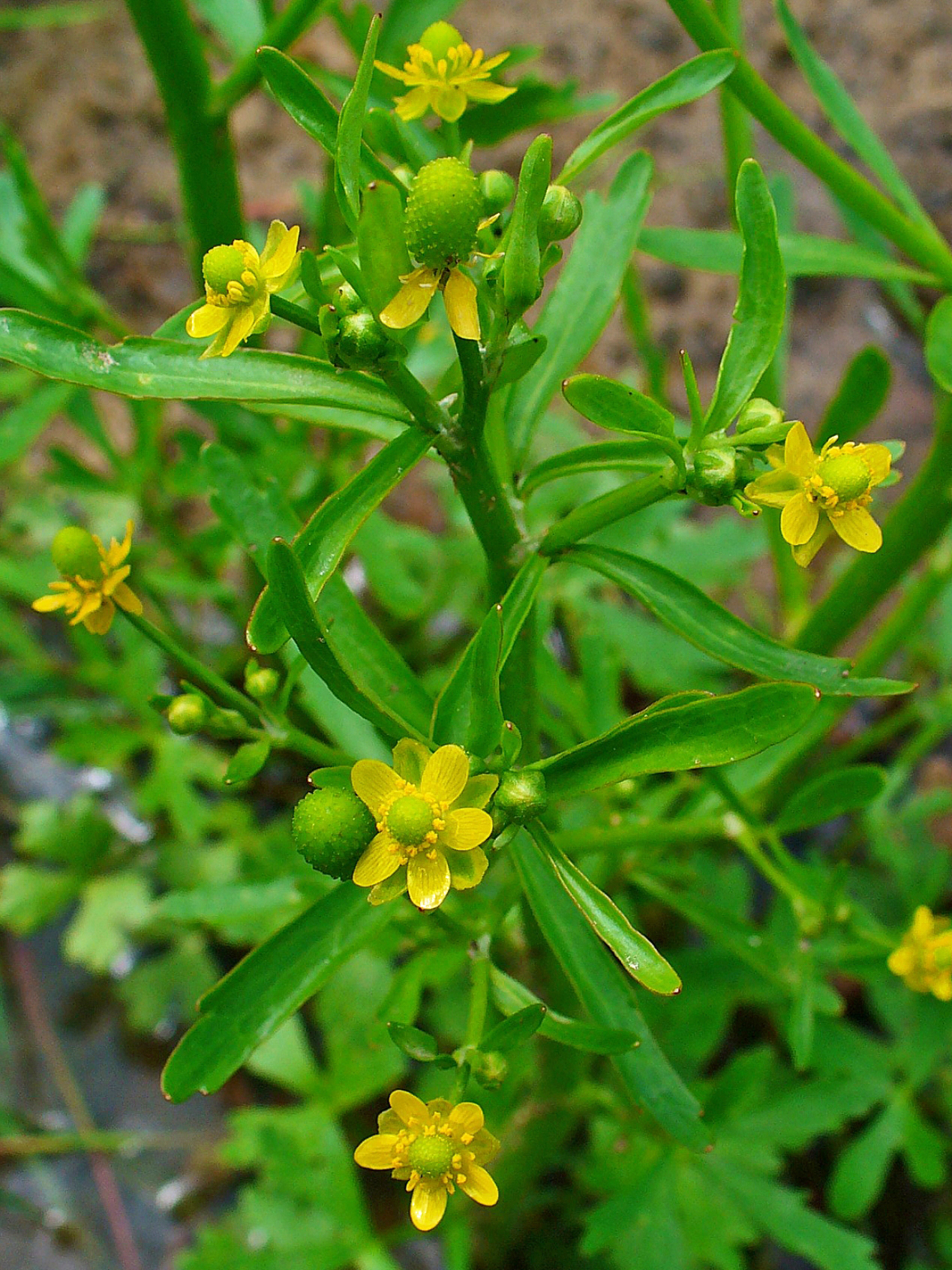
Blogari (Ranunculus sceleratus)
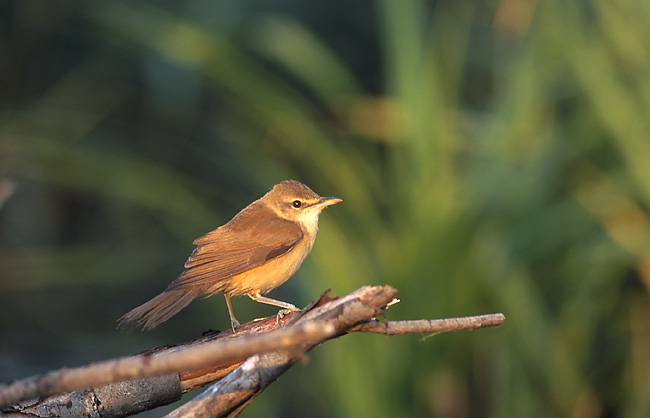
Lăcar mare (Acrocephalus arundinaceus)
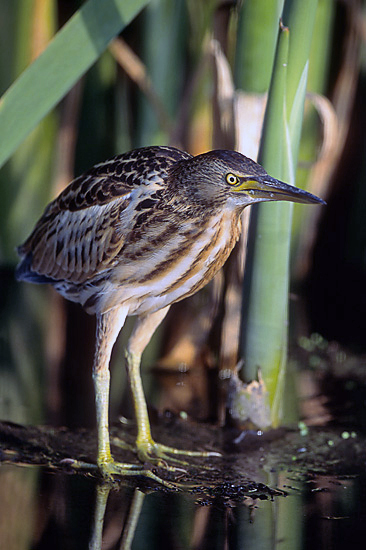
Stârc pitic (Ixobrychus minutus)
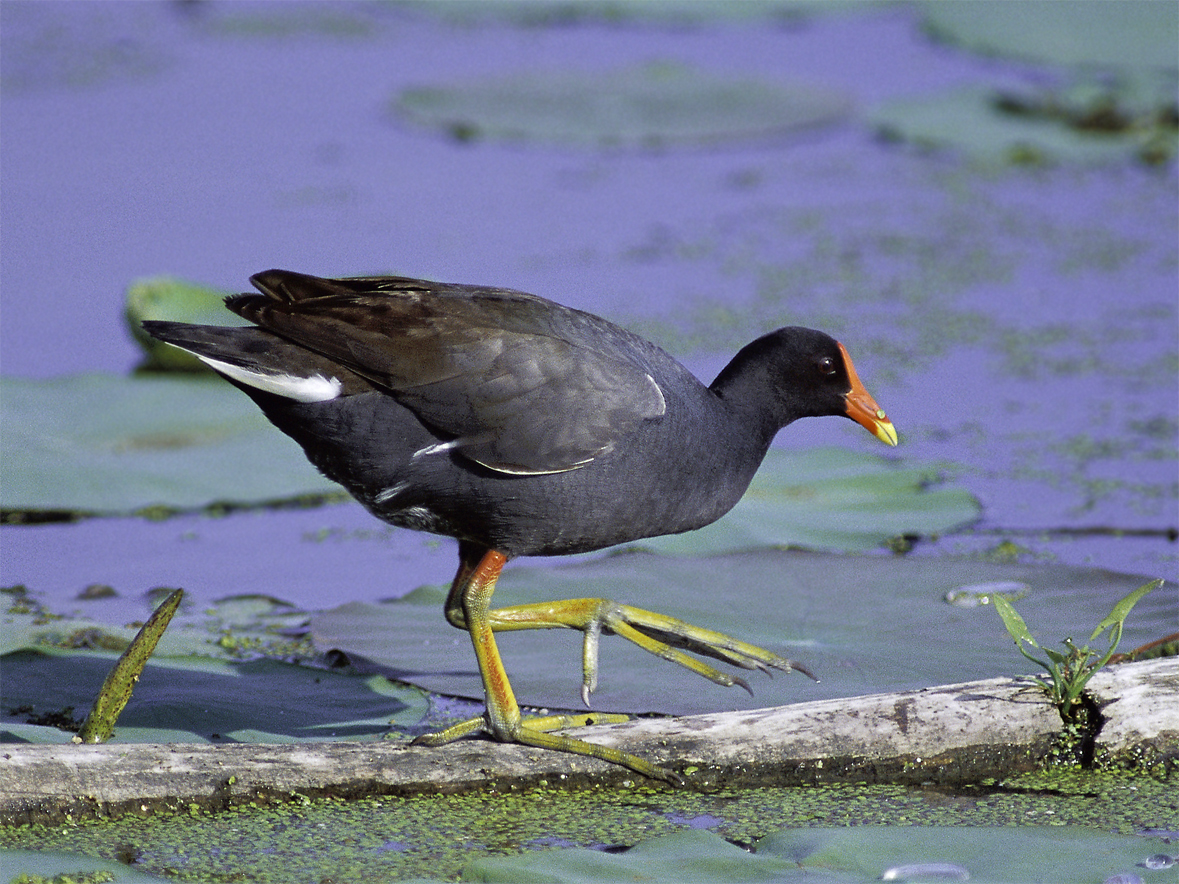
Găinuşă de baltă